# ولسوالی ارغنداب (زابل)
ارغنداب یکی از ولسوالی‌های ولایت زابل در افغانستان است. ولسوالی ارغنداب ۳۶٬۲۹۸ نفر جمعیت دارد.